# Authentic (cheval de course)
Pour les articles homonymes, voir Authentic.
Authentic, né en 2017, est un cheval de course pur-sang anglais américain, élu cheval de l'année aux États-Unis en 2020.

## Carrière de courses
Né tard dans l'année, au mois de mai, Authentic est acquis aux ventes de yearlings de Keeneland pour $ 350 000 par une association menée par Spendthrift Farm, qui le confie à Bob Baffert, le plus en vue des entraîneurs américains, tant pour ses succès que pour ses démêlés avec les autorités hippiques autour de soupçons de dopage. Le poulain débute à la fin de son année de 2 ans par une victoire aisée dans un maiden disputé à Del Mar, en Californie, un succès qui lui vaut les éloges de son jockey Drayden Van Dyke. On le retrouve au tout début de l'année suivante dans un groupe 3 à Santa Anita, qu'il survole par près de huit longueurs. Le voilà désormais sur la route du Kentucky Derby. Son succès dans les San Felipe Stakes, un groupe 2, confirme son ascension, et lui vaut d'être propulsé favori du Derby. Mais le Covid passe par là et le calendrier des courses est, aux États-Unis comme ailleurs, totalement bouleversé : les épreuves de la Triple Couronne sont inversées, les Belmont Stakes sont courues en juin, quant aux deux premiers volets du triptyque, ils sont reportées à l'automne.
En attendant, l'hippodrome de Santa Anita rouvre ses portes et Authentic s'aligne au départ du Santa Anita Derby, décalé d'avril à juin. À la surprise générale, il y perd son invincibilité face à Honor A.P., qu'il avait pourtant devancé dans les San Felipe Stakes. En juillet, il traverse les États-Unis pour participer aux Haskell Stakes où, associé pour l'occasion au grand jockey Mike Smith, il l'emporte d'un nez aux dépens de Ny Traffic. Au départ du Kentucky Derby, il retrouve ce dernier, Honor A.P. (que Mike Smith lui a préféré) et surtout Tiz The Law, qui lui a logiquement ravi la position de favori à la faveur de ses trois victoires dans le Florida Derby, les Belmont Stakes et les Travers Stakes. Mais le duel entre les deux prétendants au trône tourne à l'avantage d'Authentic qui, sous la selle de son nouveau jockey John Velazquez, dispose de son adversaire à la fin, signant le septième chrono de l'histoire du Derby, en 2'00"61. Quant à Bob Baffert, il devient l'entraîneur recordman des victoires dans le Derby, avec six titres depuis celui de Silver Charm en 1997.
Un mois plus tard, Tiz The Law n'est plus là et on voit mal qui pourrait disputer à Authentic la victoire dans les Preakness Stakes. Même si une candidature intrigue, celle de la pouliche Swiss Skydiver, récente deuxième des Kentucky Oaks, et qui s'aventure face aux mâles, un défi peu commun. Et, surprise, Swiss Skydiver réussit la course de sa vie, arrachant la victoire d'une encolure face à Authentic, à l'issue d'une lutte fantastique qui se déroule dix longueurs devant tous les autres. Là aussi le chrono est excellent, 1'53"28, à 28 centièmes de l'inamovible record du légendaire Secretariat en 1973. Swiss Skydiver devient la sixième pouliche à gagner les Preakness Stakes, la première depuis Rachel Alexandra en 2009, qui elle-même avait brisé un écart de 85 ans. Quant Authentic, il n'a guère le temps de se reposer puisque la Breeders' Cup arrive exceptionnellement un mois après la Triple Couronne. Il s'aligne dans le Classic, où il retrouve ses deux meilleurs ennemis, Tiz The Law (favori pour une revanche) et Swiss Skydiver, qui continue à défier les mâles. Et il n'y a pas que les 3 ans dans ce lot exceptionnel, puisque sont également présents certains des meilleurs chevaux d'âge américains, tels Maximum Security (Saudi Cup, Pacific Classic) ou Improbable, qui reste sur trois victoires de groupe 1 (Hollywood Gold Cup, Whitney Stakes, Awesome Again Stakes). Authentic s'impose sans discussion, devenant le quatrième cheval (après Unbridled, Sunday Silence et American Pharoah) à gagner la même année le Derby et le Classic. De quoi lui assurer une salve de distinctions. Un "Secretariat Vox Populi Award", une récompense décernée par le public, un NTRA "Moment of the Year" pour sa victoire dans le Kentucky Derby, et deux Eclipse Awards : le titre de meilleur 3 ans de l'année et celui, suprême, de cheval de l'année, et un rating FIAH de 126, qui fait de lui le numéro 1 mondial des 3 ans. Il entre au haras.   

### Résumé de carrière
| Date        | Hippodrome      | Pays        | Course                | Statut      | Distance    | Jockey            | Place       | Écart       | Vainqueur ou deuxième |
| 2019, 2 ans | 2019, 2 ans     | 2019, 2 ans | 2019, 2 ans           | 2019, 2 ans | 2019, 2 ans | 2019, 2 ans       | 2019, 2 ans | 2019, 2 ans | 2019, 2 ans           |
| ----------- | --------------- | ----------- | --------------------- | ----------- | ----------- | ----------------- | ----------- | ----------- | --------------------- |
| 9 novembre  | Del Mar         | États-Unis  | Maiden                |             | 1 100 m     | Drayden Van Dyke  | 1er / 6     | 1 ½         | Jeffnjohn'sthundr     |
| 2020, 3 ans |                 |             |                       |             |             |                   |             |             |                       |
| 4 janvier   | Santa Anita     | États-Unis  | Sham Stakes           | Gr. 3       | 1 600 m     | Drayden Van Dyke  | 1er / 6     | 7 ¾         | Azul Coast            |
| 7 mars      | Santa Anita     | États-Unis  | San Felipe Stakes     | Gr. 2       | 1 700 m     | Drayden Van Dyke  | 1er / 7     | 2 ¼         | Honor A.P.            |
| 7 juin      | Santa Anita     | États-Unis  | Santa Anita Derby     | Gr. 1       | 1 800 m     | Drayden Van Dyke  | 2e / 7      | 2 ¾         | Honor A.P.            |
| 18 juillet  | Monmouth Park   | États-Unis  | Haskell Stakes        | Gr. 1       | 2 400 m     | Mike Smith        | 1er / 7     | nez         | Ny Traffic            |
| 6 septembre | Churchill Downs | États-Unis  | Kentucky Derby        | Gr. 1       | 2 000 m     | John R. Velazquez | 1er / 15    | 1 ¼         | Tiz The Law           |
| 3 octobre   | Pimlico         | États-Unis  | Preakness Stakes      | Gr. 1       | 1 900 m     | John R. Velazquez | 2e / 11     | encolure    | Swiss Skydiver        |
| 7 novembre  | Keeneland       | États-Unis  | Breeders' Cup Classic | Gr. 1       | 2 000 m     | John R. Velazquez | 1er / 10    | 2 ¼         | Improbable            |

## Au haras
En 2021, Authentic commence sa carrière d'étalon à Spendthrift Farm dans le Kentucky (le haras de son père Into Mischief), à $ 75 000 la saillie. 

## Origines
Authentic est un fils de l'étalon-star Into Mischief, six fois tête de liste des étalons américains (2019-2024). Ce vainqueur de groupe 1 à 2 ans (CashCall Futurity), deuxième des Malibu Stakes à 3 ans, a eu une carrière brève sur les pistes (six courses, pour trois victoires et trois deuxièmes places) et a commencé sa carrière d'étalon à $ 10 000 la saillie en 2009, et même $ 7 500 jusqu'en 2012 avant d'exploser. Il faisait la monte à $ 45 000 en 2016, quand Authentic a été conçu, et à partir de 2022 son tarif est passé à $ 250 000. Il est l'auteur de deux autres vainqueurs de Kentucky Derby, Mandaloun et Sovereignty, et de six lauréats de Breeders' Cup, dont le champion Life is Good, vainqueur également de la Pegasus World Cup, des Whitney Stakes et des Woodward Stakes. 
Flawless, la mère d'Authentic, avait laissé entrevoir de belles promesses lors de ses débuts où elle s'était imposée d'une rue dans un maiden. Mais elle se blessa au tendon lors de sa seconde sortie et on ne la revit jamais. Elle a donné d'autres vainqueurs, mais aucun cheval de groupe hormis Authentic. 

### Pedigree
| Origines de Authentic (USA), mâle bai né en 2017 | Origines de Authentic (USA), mâle bai né en 2017 | Origines de Authentic (USA), mâle bai né en 2017 | Origines de Authentic (USA), mâle bai né en 2017 |
| ------------------------------------------------ | ------------------------------------------------ | ------------------------------------------------ | ------------------------------------------------ |
| Père Into Mischief 2005                          | Harlan's Holiday 1999                            | Harlan                                           | Storm Cat                                        |
| Père Into Mischief 2005                          | Harlan's Holiday 1999                            | Harlan                                           | Country Romance                                  |
| Père Into Mischief 2005                          | Harlan's Holiday 1999                            | Christmas in Aiken                               | Affirmed                                         |
| Père Into Mischief 2005                          | Harlan's Holiday 1999                            | Christmas in Aiken                               | Dowager                                          |
| Père Into Mischief 2005                          | Leslie's Lady 1996                               | Tricky Creek                                     | Clever Trick                                     |
| Père Into Mischief 2005                          | Leslie's Lady 1996                               | Tricky Creek                                     | Battle Creek Girl                                |
| Père Into Mischief 2005                          | Leslie's Lady 1996                               | Crystal Lady                                     | Stop The Music                                   |
| Père Into Mischief 2005                          | Leslie's Lady 1996                               | Crystal Lady                                     | One Last Bird                                    |
| Mère Flawless 2007                               | Mr. Greeley 1992                                 | Gone West                                        | Mr. Prospector                                   |
| Mère Flawless 2007                               | Mr. Greeley 1992                                 | Gone West                                        | Secrettame                                       |
| Mère Flawless 2007                               | Mr. Greeley 1992                                 | Long Legend                                      | Reviewer                                         |
| Mère Flawless 2007                               | Mr. Greeley 1992                                 | Long Legend                                      | Lianga                                           |
| Mère Flawless 2007                               | Oyster Baby 2002                                 | Wild Again                                       | Icecapade                                        |
| Mère Flawless 2007                               | Oyster Baby 2002                                 | Wild Again                                       | Bushel-N-Peck                                    |
| Mère Flawless 2007                               | Oyster Baby 2002                                 | Really Fancy                                     | In Reality                                       |
| Mère Flawless 2007                               | Oyster Baby 2002                                 | Really Fancy                                     | Native Fancy (famille 3-n)                       |